# Bal Thackeray
Bal Keshav Thackeray (Pune, Raj británico, 23 de enero de 1926 - Bombay, India, 17 de noviembre de 2012) fue un periodista, activista y político hinduista indio. En 1966 fue el fundador y líder del Shiv Sena, un partido político conservador y nacionalista hindú con presencia en el estado de Maharastra.

## Biografía
Thackeray nació en una familia de clase alta y tradición política: su padre Keshav Sitaram fue periodista y uno de los líderes del movimiento reformista Samyukta Maharashtra (en español, Maharastra Unida), que abogaba por una comunidad lingüística independiente para los maratís en el ya extinto estado de Bombay (1947-1960). Bal empezó trabajando como humorista gráfico en diversos diarios y en 1960 puso en marcha la revista Marmik, a través de la cual reclamaba que los maratís tuvieran trato preferente en Bombay sobre la población inmigrante (en su mayoría, indios del sur).
El 19 de junio de 1966 fundó el partido nacionalista Shiv Sena (en español, Ejército de Shivaji) que defendía el trato preferente de los maratís (a los que llamaba «hijos de la tierra») con un discurso conservador, contrario a la inmigración y anticomunista. Esta opción política se hizo muy popular entre los maratís gracias a su oratoria y a medidas populistas, como la creación de comunidades (shakhas) que garantizaban trabajo y protección a cambio de apoyar al partido. Thackeray se consolidó así como líder de masas y era defendido por sus seguidores a través de boicots, ataques, huelgas y manifestaciones contra las empresas y sindicatos que, a su juicio, perjudicaban a la comunidad local. Al mismo tiempo, fundó los diarios Saamana (maratí) y Dopahar ka saamana (hindi) para difundir su ideario.
En los años 1980 ese discurso evolucionó hacia el nacionalismo hindú (hindutva) y la defensa a ultranza de la religión e identidad hindúes, especialmente en los espacios públicos. En ese tiempo sus seguidores protagonizaron actos violentos como los disturbios de Bhiwandi contra la población musulmana (1984) o la destrucción de la mezquita Babri Masjid (1992) que conllevó una serie de atentados terroristas islámicos sobre Bombay en 1993. A raíz de esos ataques el apoyo al Shiv Sena se incrementó.
Gracias a una alianza con el Partido Popular Indio, el Shiv Sena pudo gobernar Maharastra desde 1995 hasta 1999. La primera medida que adoptaron fue cambiar el nombre oficial de Bombay por «Mumbai». Para entonces Thackeray ya era una de las figuras más influyentes del estado y cualquier acción debía contar con su aprobación.
En 1999 fue inhabilitado por su implicación en diversos casos de corrupción política. Un año después se le arrestó bajo la acusación de incitar al odio contra la comunidad musulmana en 1993, aunque en ese caso no pudo ser condenado porque el tribunal falló que los delitos habían prescrito. Los procesos judiciales, sumados a la cada vez mayor diversidad étnica de Bombay, redujeron su popularidad.
A pesar de que su salud se había deteriorado, Bal Thackeray mantuvo el liderazgo del Shiv Sena hasta la muerte, el 17 de noviembre de 2012, por parada cardiorrespiratoria a los 86 años. El primer ministro indio Manmohan Singh expresó sus condolencias y acordó un funeral de Estado en Shivaji Park al que asistió cerca de un millón de personas según la prensa nacional.

## Vida personal
Bal Thackeray estuvo casado con Meenatai Thackeray y tuvo tres hijos: Bindumadhav, Jaidev y Uddhav Thackeray, este último líder del Shiv Sena desde 2012. Su sobrino Raj Thackeray fundó un partido de extrema derecha, el Maharashtra Navnirman Sena.
El mandatario fue satirizado por Salman Rushdie en su novela El suspiro del Moro (1995) como «Raman Fielding». El escritor Suketu Mehta le hizo una entrevista en el libro Maximum City: Bombay Lost and Found (2004), un extenso retrato sobre el crecimiento de Bombay que ganó el Premio Kiriyama y fue finalista del Premio Pulitzer en 2005.

## Controversia
Bal Thackeray ha sido una de las figuras más controvertidas de la política en la India. Buena parte de sus apoyos se concentran entre la comunidad maratí y los barrios más desfavorecidos de Bombay, la capital de Maharastra, donde el Shiv Sena ha gobernado desde los años 1970 sin apenas interrupciones. En todo ese tiempo ha consolidado una red clientelar, por la que a muchos ciudadanos maratís se les ha garantizado trabajo y protección a cambio de apoyar al partido. A pesar de no ostentar cargo público, cualquier operación debía contar con su aprobación. Además, se ha caracterizado por un discurso contrario a los inmigrantes y a las minorías, en especial la musulmana, que ha sido calificado de xenófobo y fundamentalista.
El gobierno de la India ordenó su detención en el 2000 bajo la acusación de haber promovido disturbios contra la comunidad musulmana tras los atentados de Bombay de 1993. Sin embargo, nunca pudo ser condenado porque los delitos habían prescrito. En 2002 llegó a reclamar a sus seguidores que organizasen ataques suicidas si volvían a producirse atentados similares. Ante las numerosas críticas, se vio obligado a matizar que él no rechazaba a los musulmanes, sino a aquellos que actuaran contra los intereses de la India. De igual modo, ha tomado parte del conflicto entre India y Pakistán y criticó al actor Dilip Kumar por aceptar un premio del gobierno pakistaní.
Por otra parte, Thackeray ha mostrado públicamente su admiración por el dictador alemán Adolf Hitler. En una entrevista declaró lo siguiente: «No digo que esté de acuerdo con todos sus métodos, pero fue un gran estadista y orador (…) Lo que la India necesita es un dictador que gobierne con benevolencia, pero también con mano de hierro». En 2007 se retractó de esas declaraciones y condenó el holocausto, pero mantuvo que Hitler tenía cosas positivas.